# مسجد محافظ خان

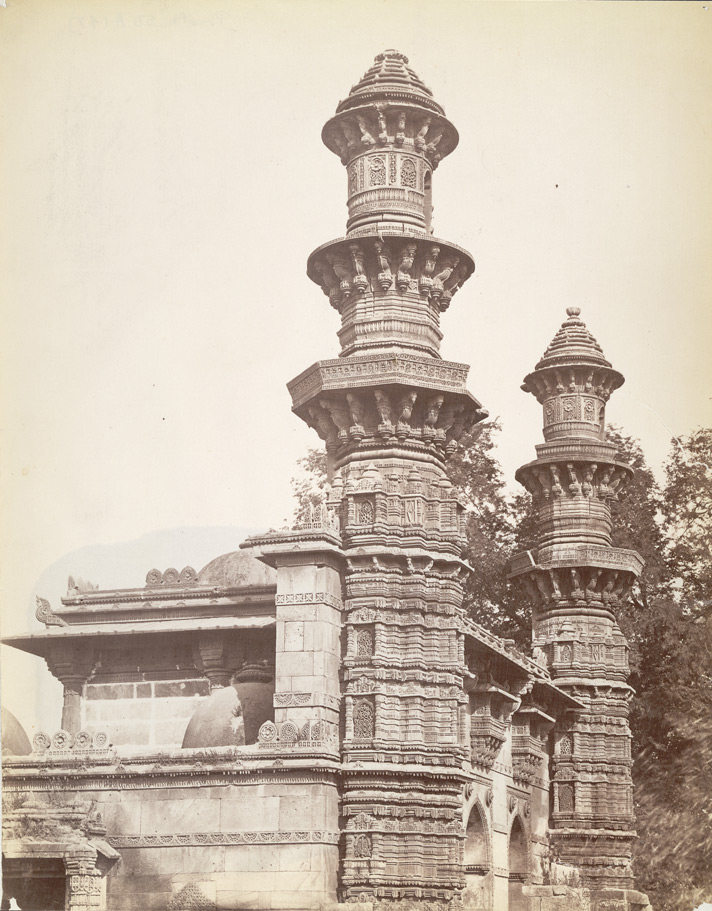
مسجد حافظ خان ، أحمد آباد (سي 1880)

مسجد محافظ خان هو مسجد بني في القرن الخامس عشر ميلادي. يقع المسجد في مدينة أحمد أباد في الهند في ولاية غوجارات. يعدّ هذا المسجد أحد أكثر المعابد استثنائية في المدينة.
شيده جمال الدين حافظ خان عام 1465 في عهد محمود شاه الأول (1458-1511)، ويعدّ مثالاً ممتازًا للعمارة المغولية.
 سمي المسجد باسم حاكم المنطقة في ذلك الوقت. المسجد مبنى محمي تحت إشراف هيئة المسح الأثري الهندية.
تحتوي واجهة المسجد على ثلاث مداخل مقوسة ومئذنتين غنيتين بالنقوش في كلا طرفي المدخل. التصميم له أوجه تشابه مع مسجد إيسانبور وقدم أسلوبًا معماريًا جديدًا لأحمد أباد.

تبلغ مساحة المسجد 51 قدم (16 م) ب 36 قدم (11 م). يبلغ ارتفاع المآذن 50 قدم (15 م).
 قام ألكسندر فوربس بنسخ المسجد بمجسمات مصنوعة من الخشب عاد بها إلى إنجلترا عام 1880-1885، وهي معروضة الآن في متحف فيكتوريا وألبرت في لندن.
تعرض المسجد لأضرار جسيمة خلال أعمال العنف الطائفي عام 2002. وقال أفضل خان إن المشاغبين أتلفوا المنحوتات المعقدة على المرتفعات الجنوبية للمبنى وأن الأضرار لا يمكن إصلاحها.
 وقد تسبب هذا الضرر بغضب المسلمين من الهنود. تمت مناقشة ترميم الأضرحة والمساجد على نطاق واسع في البرلمان وقد طلب مؤتمر التاريخ الهندي (IHC) من هيئة المسح الأثري الهندية ترميم وإعادة بناء جميع الهياكل الدينية. صرح راماكريشنا تشاترجي أن مساجد حافظ خان وضريح والي محمد والي ومسجد مالك أسين قد تضررت أو دمرت. بحلول عام 2006 اكتملت أعمال الترميم وأعيد فتح المسجد للجمهور.

## صور

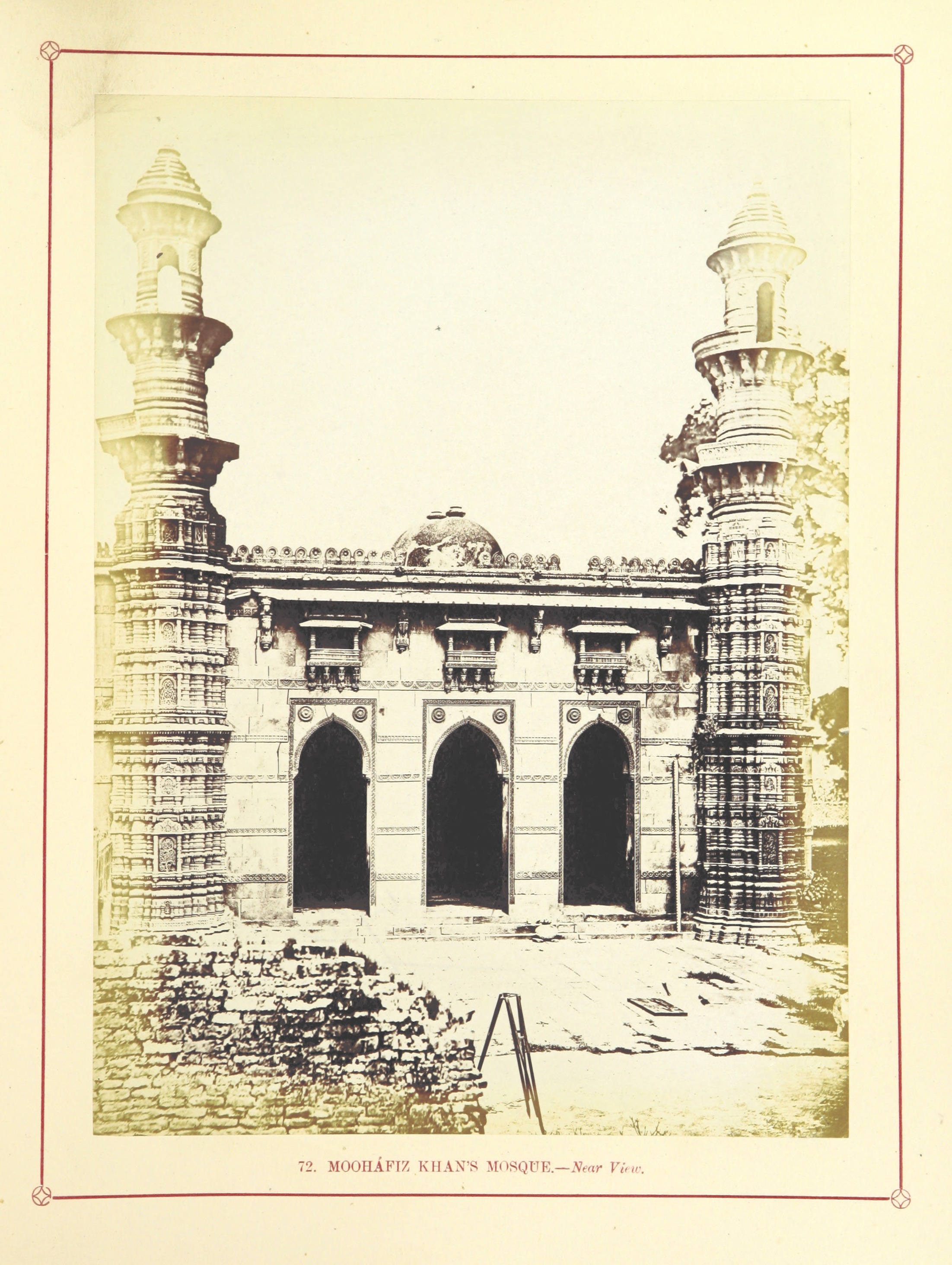
عرض قريب
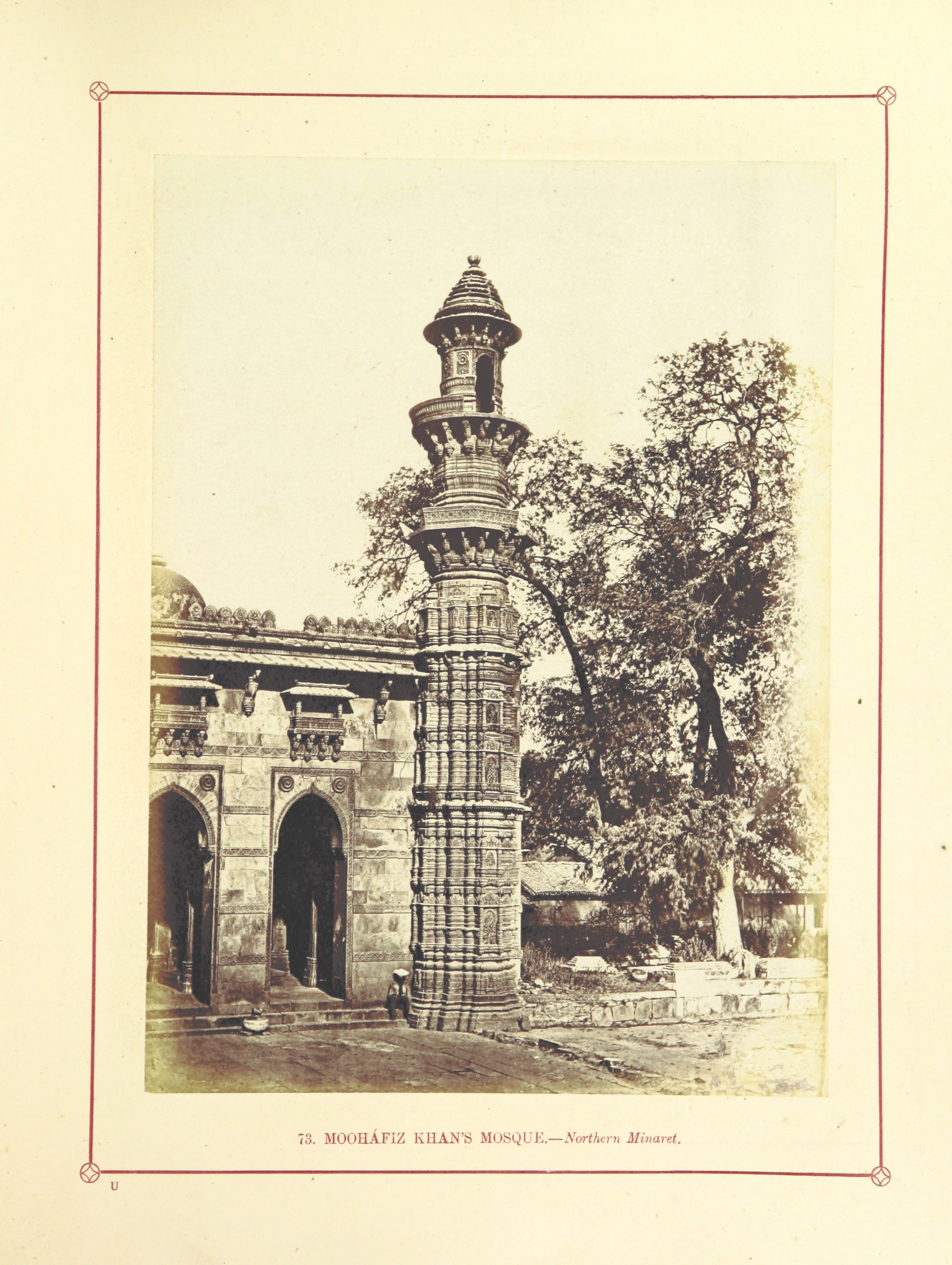
المئذنة الشمالية
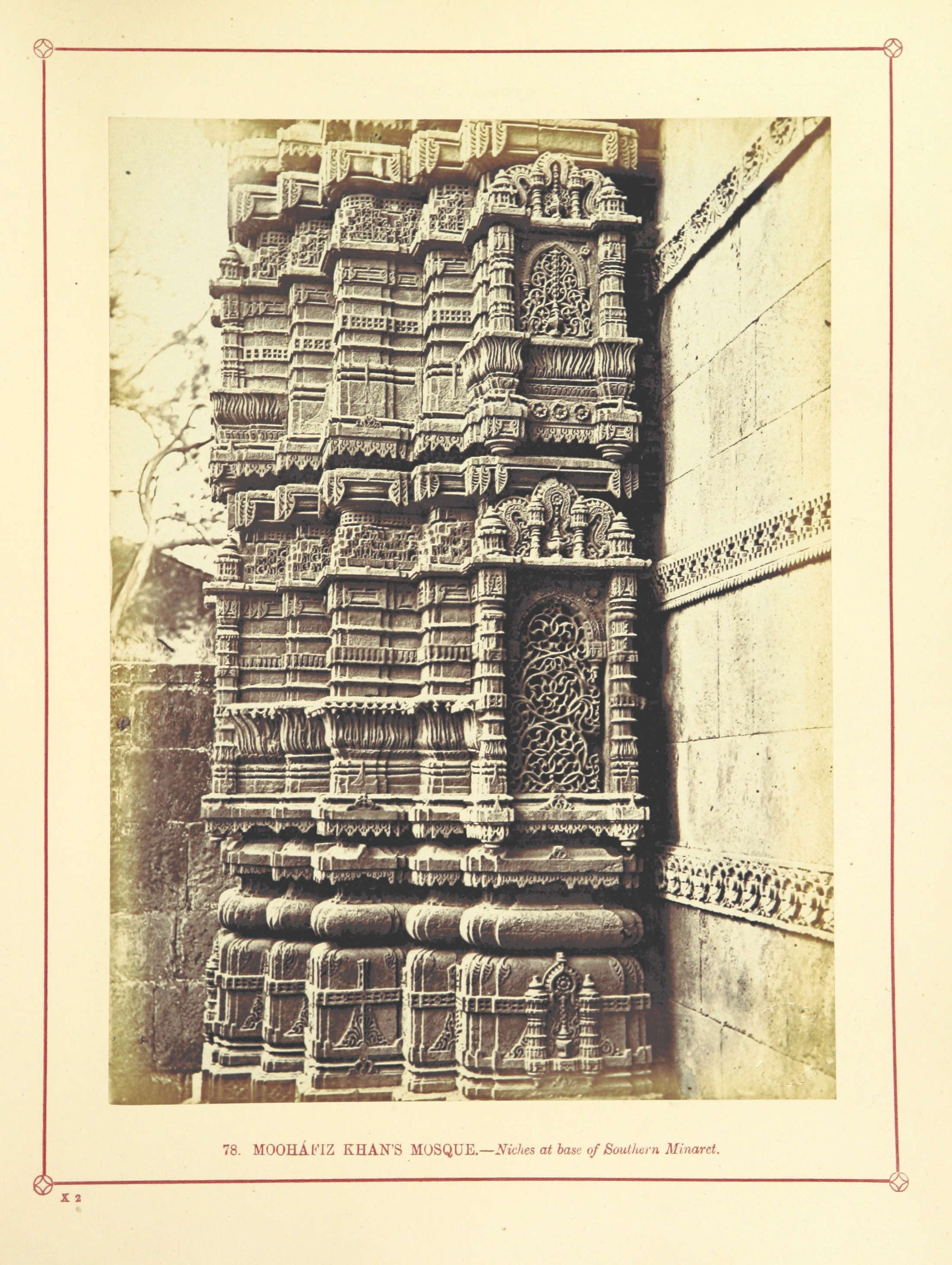
محراب المئذنة الجنوبية
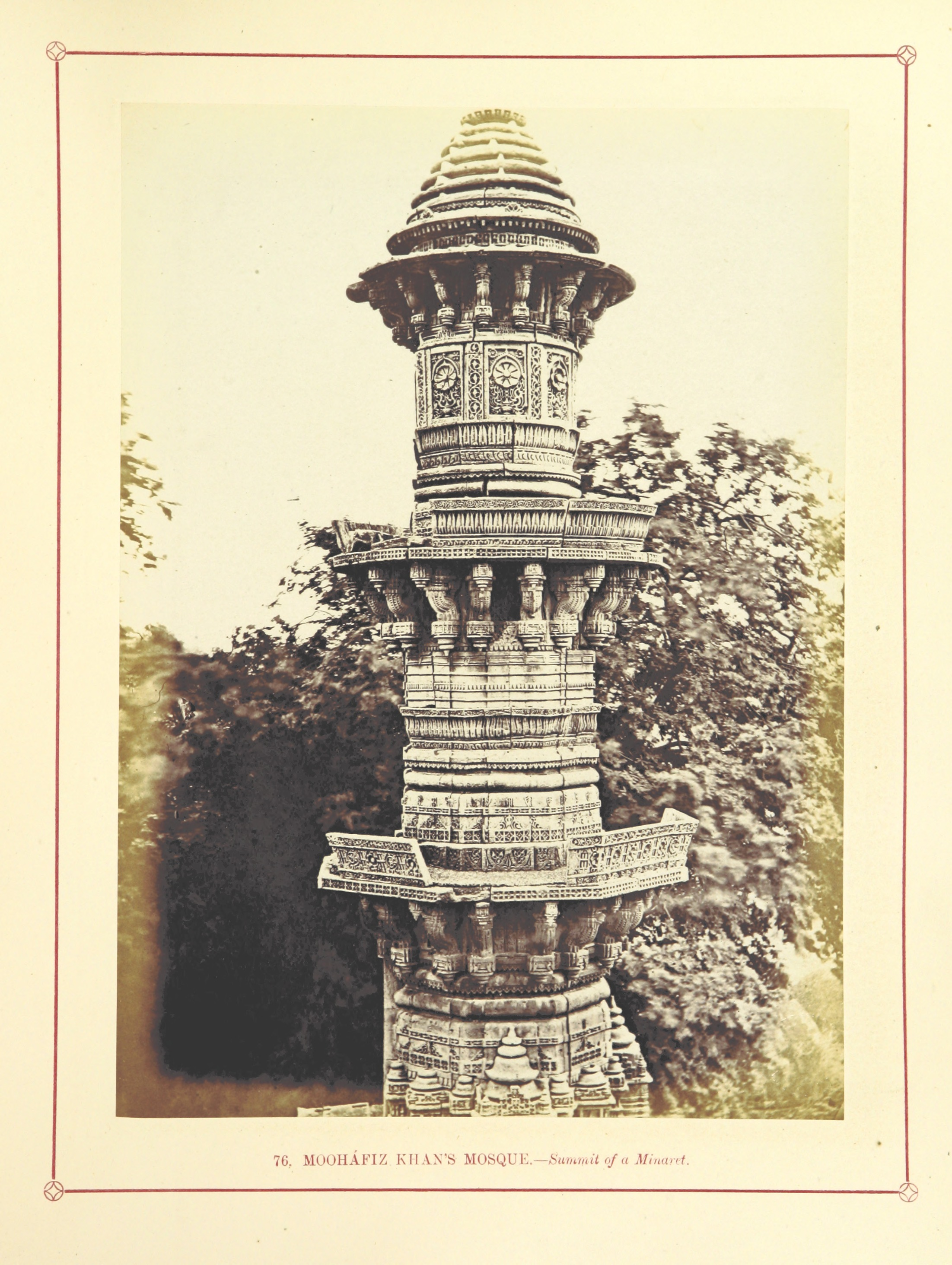
قمة مئذنة
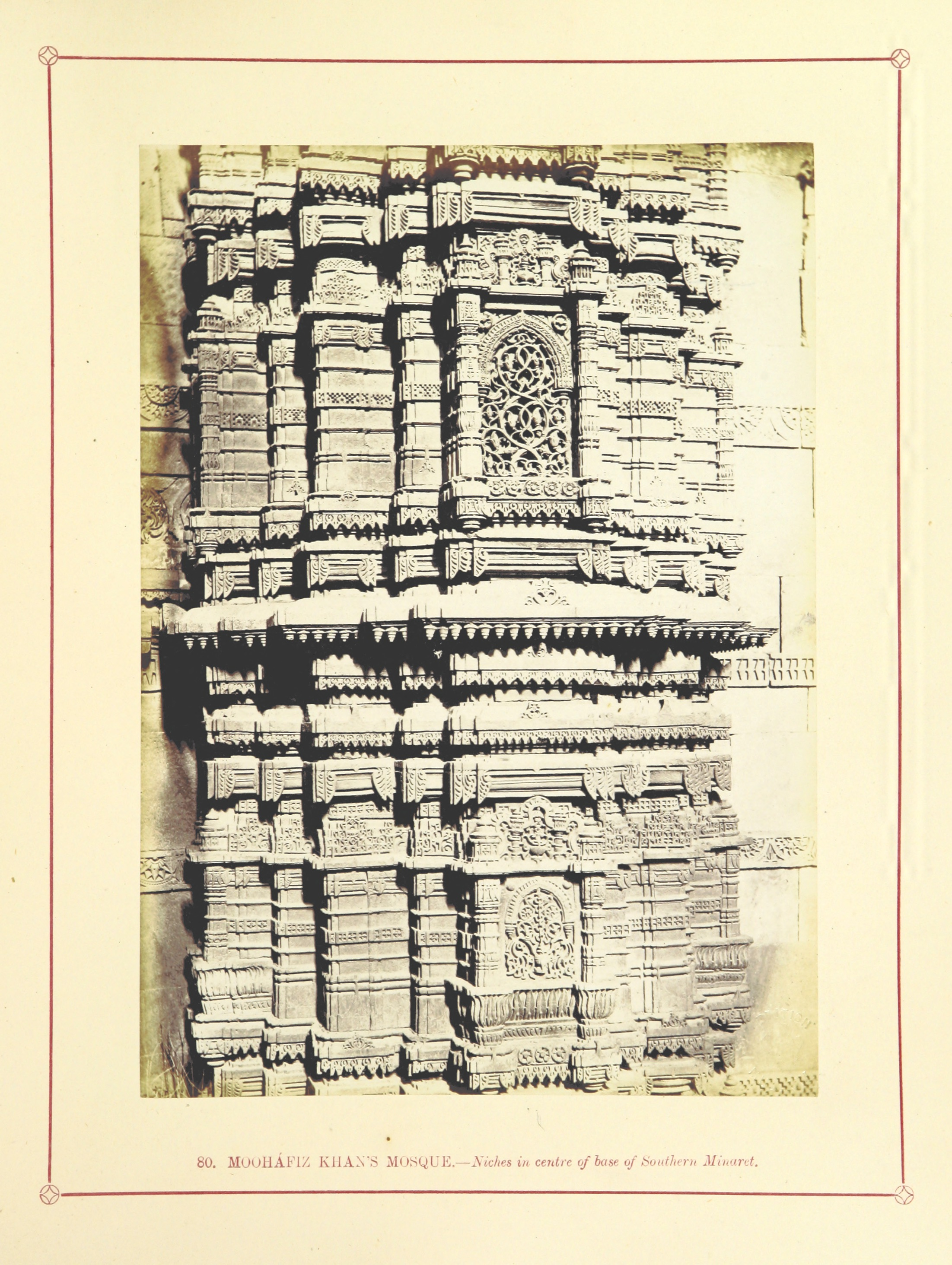
محراب في وسط قاعدة المئذنة الجنوبية
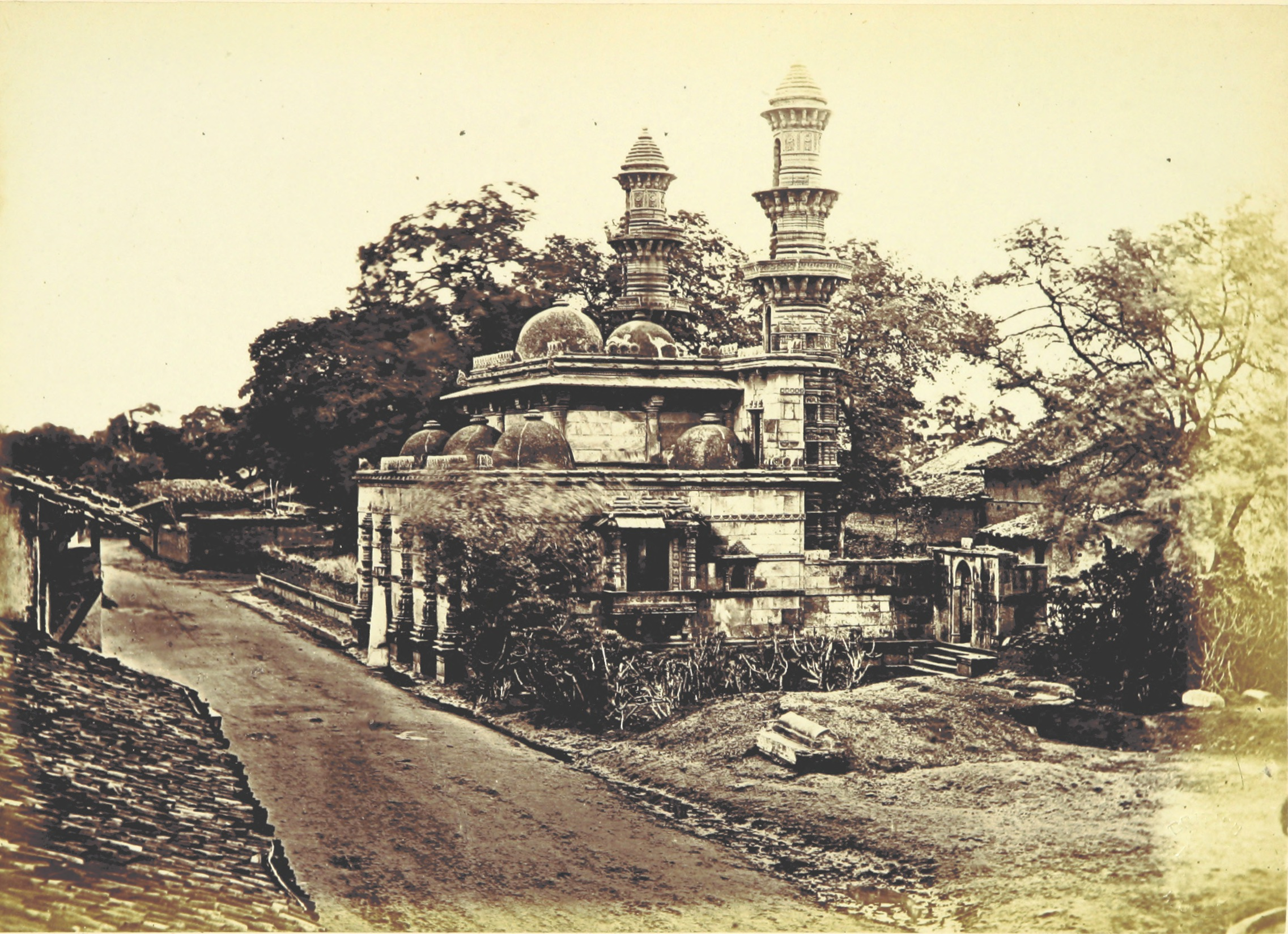
مسجد من بعيد 1866
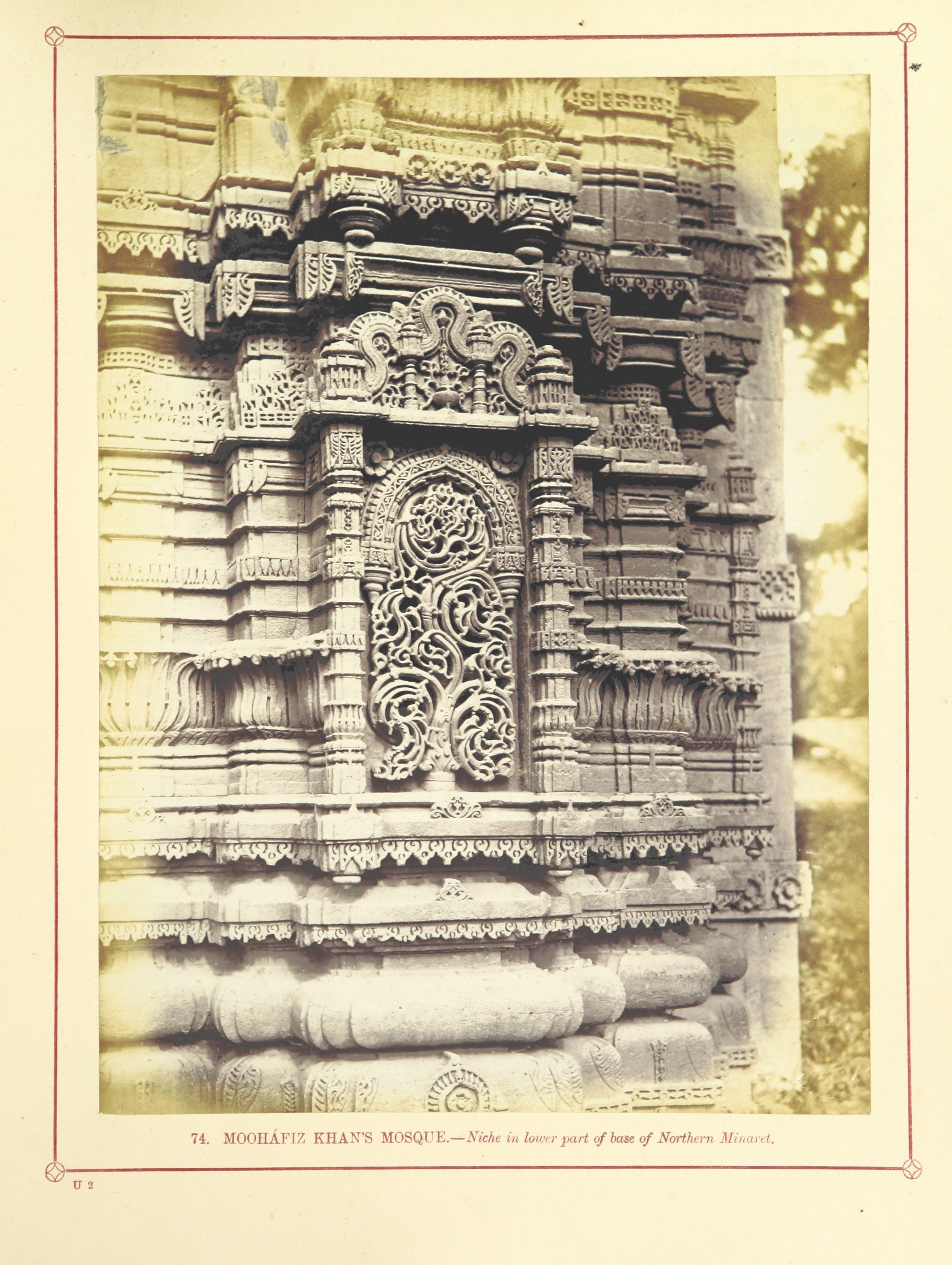
محراب الجزء السفلي من المئذنة الجنوبية
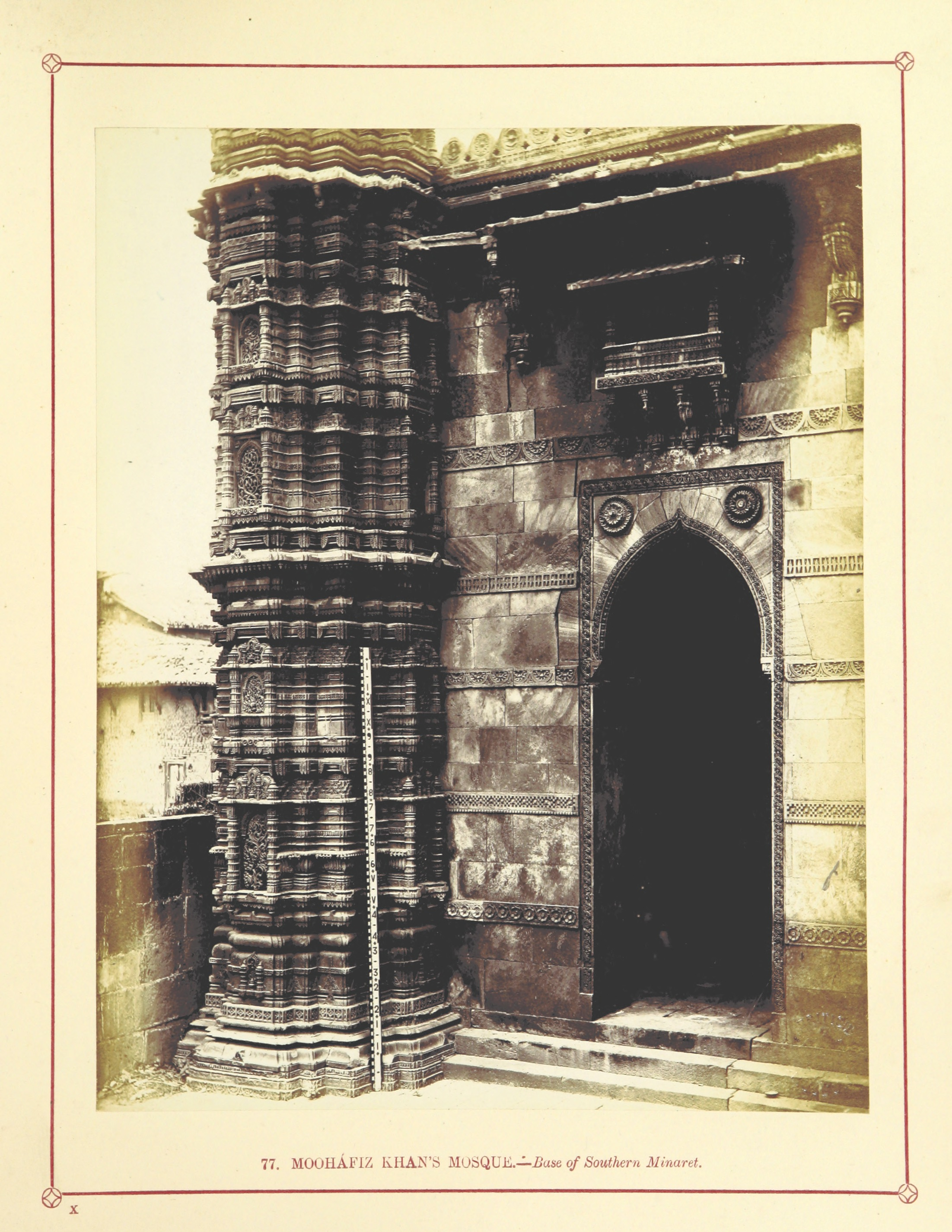
قاعدة المئذنة الجنوبية